# Фуггер, Зигмунд
Зигмунд Фридрих Фуггер (нем. Sigmund Friedrich Fugger; 1542 год, Аугсбург, Герцогство Бавария — 5 ноября 1600 года, Регенсбург, Герцогство Бавария) — епископ Регенсбургский из рода Фуггер. Внёс значительный вклад в реформацию католической церкви после Тридентского собора.

## Биография
Зигмунд Фридрих Фуггер был сыном купца и гуманиста Ганса Якоба Фуггера (1516— 1575) и Урсулы фоню Гаррах (1522—1554). Его брат Карл также стал священнослужителем, Фердинанд был полковником в армии Габсбургов, Максимилиан был командором Тевтонского ордена.
В молодости Зигмунд Фридрих был каноником в Зальцбурге, Пассау и Регенсбурге. С 1573 по 1579 год он был пастором и настоятелем в Лауфене, с 1580 по 1589 год — настоятелем кафедрального собора в Зальцбурге, с 1596 по 1598 год — в Пассау, с 1586 по 1595 год — пастором в Кирхберга-ам-Ваграма. С 1587 по 1597 год Зигмунд реформировал епископство по поручению кардинала Филиппа Вильгельма. В 1597 году он стал настоятелем собора в Регенсбурге и 2 июля 1598 года был избран епископом. Зигмунд взял на себя административное управление монастырем, который был в больших долгах из-за военного бремени и неурожаев. На своей должности Зигмунд Фридрих пытался продолжить реформаторскую работу немецкого теолога Якоба Миллера, который руководил и управлял епархией с 1587 по 1597 год. В соответствии с требованиями Тридентского собора о реформе Зигмунд призывал мирян своей епархии чаще исповедоваться, строго соблюдал священническое безбрачие и контролировал религиозное образование в приходах епархии. Он умер 5 ноября 1600 в Регенсбурге от моче-каменной болезни.

## Генеалогия
| Якоб Старший фон Лилия (von der Lilie) (1398—1469) |

| Ульрих Старший (1441—1510) |

| Георг (1453—1506) |

| Якоб Богатый (1459—1525) |

| Ульрих Младший (1490—1525) |

| Раймунд (1489—1535) |

| Антон (1493—1560) |

| Ганс Якоб (1516—1575) |

| Георг (1518—1569) |

| Ульрих (1526—1584) |

| Маркус (1529—1597) |

| Ганс (1531—1598) |

| Якоб (1542—1598) |

| Зигмунд (ум. 1600) |

| Филипп Эдуард (1546—1618) |

| Октавиан Секундус (1549—1600) |

| Кристоф (1566—1615) |

| Якоб (1567—1626) епископ Констанца |

| Генрик Мария (1886—1959) |